# Hajna
Hajna (vitryska: Гайна) är ett vattendrag i Belarus.   Det ligger i voblasten Minsks voblast, i den norra delen av landet, 70 km nordost om huvudstaden Minsk.
Omgivningarna runt Hajna är en mosaik av jordbruksmark och naturlig växtlighet. Runt Hajna är det ganska tätbefolkat, med 70 invånare per kvadratkilometer.